# (9375) Omodaka
(9375) Omodaka est un astéroïde de la ceinture principale.

## Description
(9375) Omodaka est un astéroïde de la ceinture principale. Il fut découvert le 16 avril 1993 à Kitami par Kin Endate et Kazuro Watanabe. Il présente une orbite caractérisée par un demi-grand axe de 2,41 UA, une excentricité de 0,13 et une inclinaison de 3,5° par rapport à l'écliptique.

## Compléments